# Olejek różany

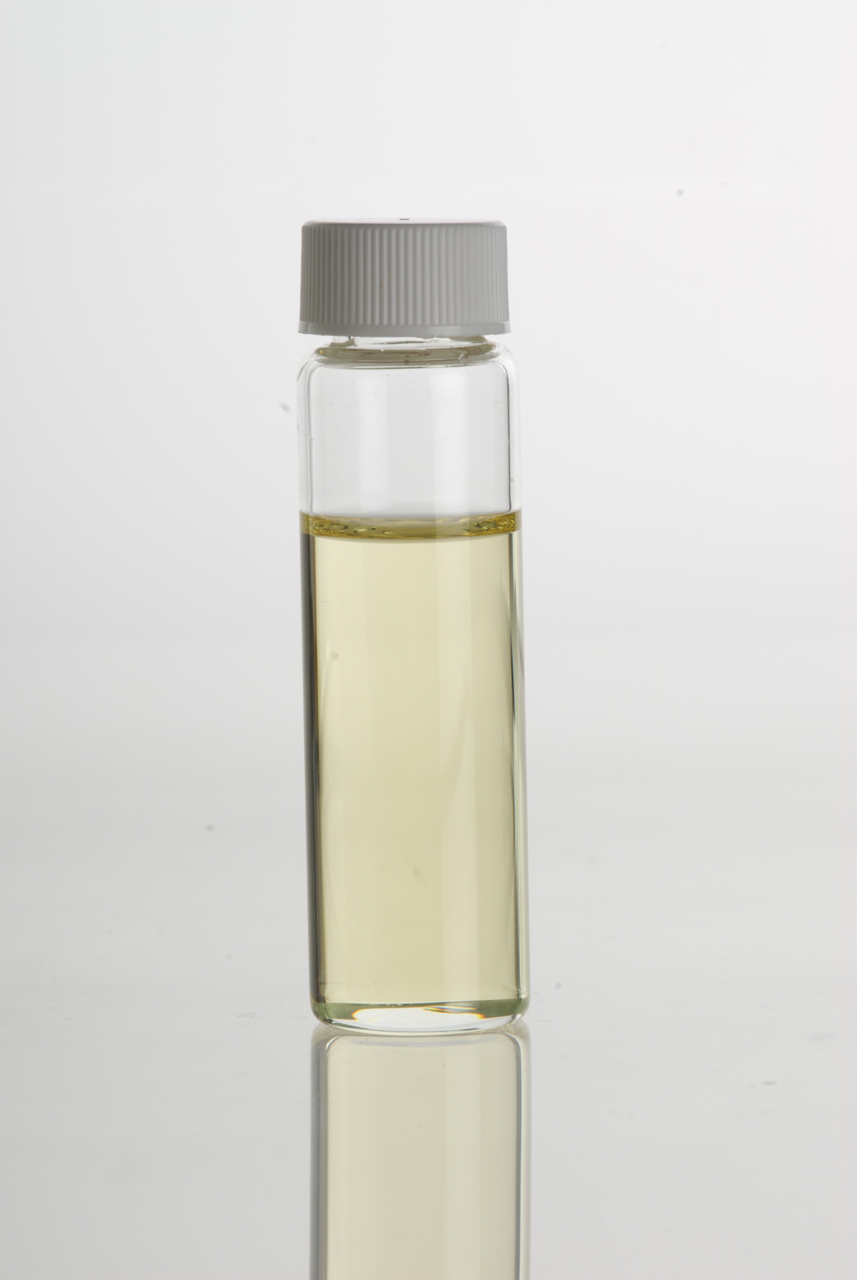
Olejek różany w fiolce

Olejek różany – olejek eteryczny otrzymywany z kwiatów róży, w szczególności róży damasceńskiej, wykorzystywany przede wszystkim w przemyśle perfumeryjnym. Jego największymi producentami są Bułgaria i Turcja.

## Produkcja
Technologię destylacji kwiatów róży wynaleziono w Persji na początku IX wieku n.e. Według zachowanych dokumentów prowincja Fars składała roczną daninę w postaci 30 tys. butelek wody różanej kalifowi Al-Mamunowi. Znaczne ilości wody różanej były też eksportowane do Chin, Jemenu, Egiptu i krajów Maghrebu. Najważniejszym centrum produkcji był Firuzabad. Umiejętność produkcji właściwego olejku pojawiła się prawdopodobnie nie wcześniej niż w XVII wieku (brak o nim wzmianki w dziełach sprzed 1612), również w Persji.
Głównym gatunkiem róży stosowanym przy produkcji olejku różanego jest róża damasceńska, rzadziej (do 10%) – róża białokwiatowa. Wykorzystywana jest także, w szczególności we Francji, róża stulistna. Poza tym surowiec można pozyskiwać także z róży francuskiej. Nieotwarte kwiaty zbierane są ręcznie, przed świtem i wczesnym rankiem, w maju i czerwcu, a następnie przewożone do destylarni. Surowiec do produkcji olejku nie może być mieszany – płatki muszą pochodzić od jednego gatunku, od tej samej odmiany.
Do wytwarzania olejku różanego stosowano kilka metod: destylację w małych i dużych alembikach, destylację z parą wodną (w tym także pod zmniejszonym ciśnieniem) i ekstrakcję z użyciem rozpuszczalników organicznych.

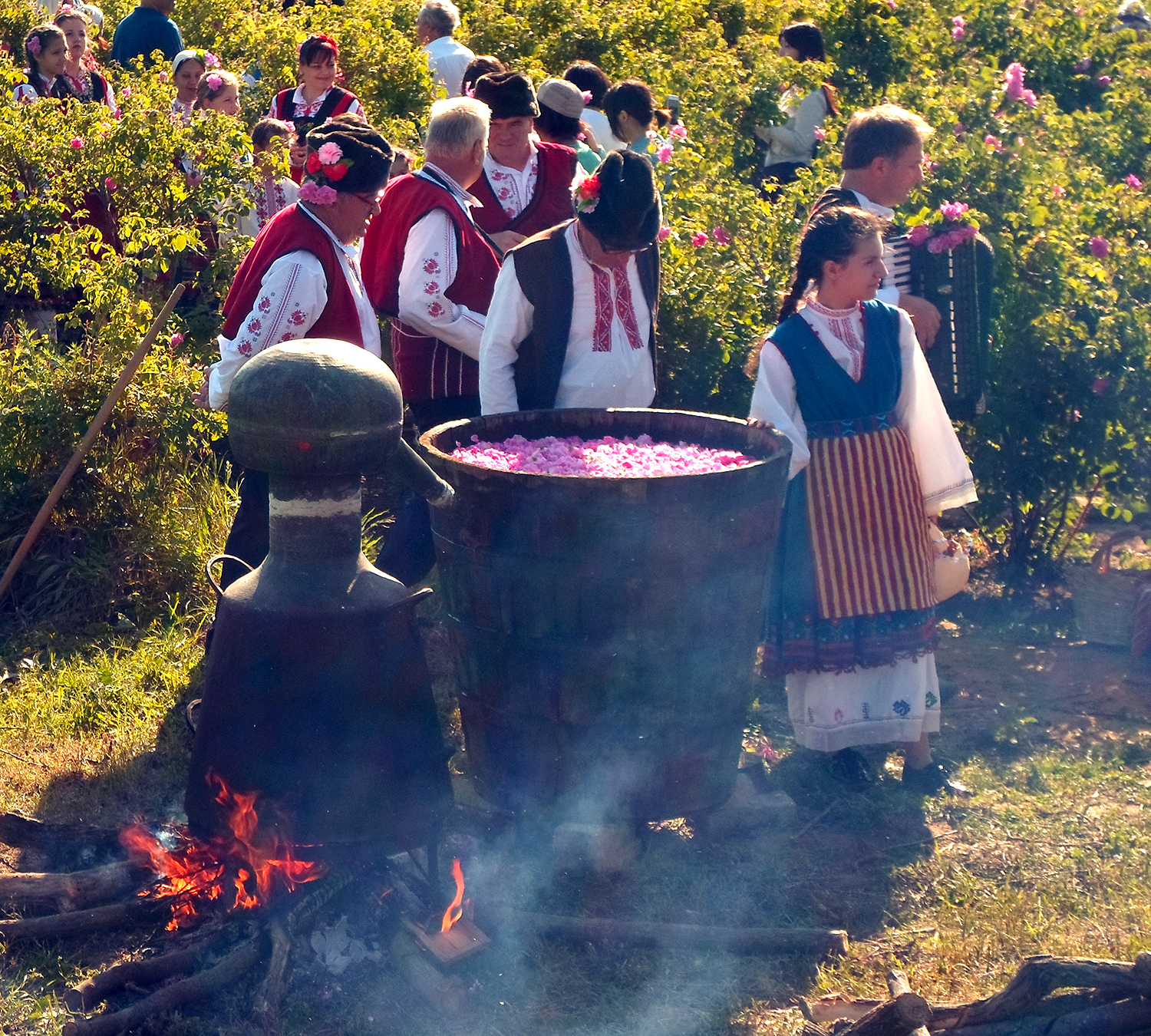
Destylacja olejku różanego w małym alembiku na plantacji róż damasceńskich w Bułgarii, w Rozowie

Typowa dla Bułgarii do początku XX wieku destylacja w małym alembiku wyglądała następująco: do alembików o pojemności ok. 90 litrów ładowano ok. 10 kg kwiatów i 75 litrów wody, a następnie przez ok. 1,5 godziny gotowano na dużym ogniu. Odprowadzona para wodna skraplała się w prostej chłodnicy (rurce przechodzącej przez zbiornik zasilany stale zimną wodą) i była zbierana w odbieralniku. Zazwyczaj zbierano ok. 10 l płynu (czasem nawet 15 l, jednak olejek zawierał wtedy więcej stearoptenów). Zużyte kwiaty wyrzucano, a do alembika ładowano świeżą porcję, dopełniając ubytek wody. Po zebraniu ok. 40 l destylatu poddawano go powtórnej destylacji, zbierając pierwsze 5 litrów. Ten drugi destylat miał postać mętnej zawiesiny kropelek olejku w wodzie; wlewano go do butelki o długiej, wąskiej szyjce, w której gromadził się lżejszy olejek i z której go zbierano. Pozostałe nieodparowane 35 litrów pierwotnego destylatu zawracano z powrotem do alembików, do których dodawano kwiaty i prowadzono pierwszą destylację. Metoda ta była oszczędna, jeśli chodzi o paliwo do ogrzewania alembika (wielokrotnie wykorzystywano gorącą wodę, uzupełniając jedynie ubytki) i początkowy koszt prostej aparatury. Jej wadą była niska jakość uzyskiwanego produktu: do wielokrotnie używanej wody przechodziło wiele substancji lotnych zmieniających zapach olejku. Uzyskiwano więc większą ilość, ale słabszej jakości olejku i dlatego metoda ta została z początkiem XX wieku wyparta przez destylację w dużych alembikach.
Wykorzystywano w niej naczynia o pojemności 500–2500 litrów, jednorazowy ładunek to 100–500 kg kwiatów, do których dodawano 4–5 l wody na każdy kilogram kwiatów. Aparaty były odpowiednio zabudowane, by zapobiec utracie ciepła i podgrzewaniu kwiatów zanim nie znajdą się w naczyniu, gdyż powodowało to utratę substancji lotnych. Po dokładnym wymieszaniu róż i wody, by uniknąć zbrylania, rozpoczynało się powolne podgrzewanie. Chłodnice utrzymywane były w temperaturze powyżej 35 °C, by nie krystalizowały się w nich stearopteny. Destylację prowadzono tak długo, by otrzymać około 1 l płynu na kilogram kwiatów. Alembik opróżniało się, wyrzucając zużytą wodę i kwiaty. Destylat zbierał się w zbiornikach, z których ochłodzony przepływał do odstojników. Olejek, który unosił się na powierzchni, był dekantowany (był to tzw. pierwotny olejek różany – ponieważ zawierał wszystkie stearopteny, często przyjmował formę krystalicznej masy). Większość olejku pozostawała jednak zawieszona w postaci emulsji we frakcji wodnej, którą (po zgromadzeniu większej ilości) poddawano ponownej destylacji. Z około 1200 litrów pierwotnego destylatu, z którego zebrano pierwotny olejek, destylowano ok. 150 litrów płynu. Z frakcji wodnej po drugiej destylacji, po odstaniu, zbierano po raz drugi frakcję oleju, którą po zmieszaniu z pierwszą wystawiano w szklanych butelkach na słońce. W ciągu kilku dni wytrącały się zanieczyszczenia, a olej zlewano do pojemników. Natomiast nieodparowaną podczas drugiej destylacji wodę wykorzystywano jako „wsad” z kwiatami do destylacji surowego oleju.
W metodzie z użyciem pary wodnej proporcje użytej wody do ilości kwiatów były podobne; główną zaletą była możliwość wykorzystania jeszcze większych naczyń do destylacji i starannej kontroli dopływu pary do kwiatów oraz odprowadzania destylatu. Dalsza obróbka wyglądała podobnie, choć uzyskany produkt różnił się znacznie zapachem i producenci mieszali dwa rodzaje, by uzyskać wyższej jakości produkt. Przy wykorzystaniu zmniejszonego ciśnienia całość olejku znajdowała się zawieszona w wodzie, którą ponownie destylowano.
Metodą ekstrakcji przy użyciu rozpuszczalników organicznych lub przez ekstrakcję pomady po maceracji kwiatów uzyskiwano tzw. absolut różany. Ten typ olejku różnił się znacznie zapachem od typowego olejku otrzymywanego metodą destylacji wodnej. Jego głównym składnikiem był fenyloetanol, a ponadto cytronelol, nerol, geraniol i farnezol. Tę metodę stosowano częściej we Francji i Maroko, często z użyciem róży stulistnej jako produktu wyjściowego. Od początku XXI wieku ekstrakcja stosowana jest w Bułgarii na niewielką skalę, większość kwiatów przerabia się metodą destylacji wodnej.
Z powyższych metod najwydajniejszą była metoda małych alembików, w której z ok. 2500 kg kwiatów uzyskiwano 1 kg olejku, który jednakże ze względu na większą zawartość bezzapachowych substancji miał wyraźnie słabszy, słodki zapach. Typowa ilość kwiatów potrzebnych do uzyskania kilograma wysokiej jakości olejku to 3000–4000 kg, w zależności m.in. od pogody i jakości krzaków.
Z wyparków płatków róż uzyskuje się kompost, którym zasila się plantacje róż.

## Producenci
Najważniejszym centrum wytwarzania olejku jest Bułgaria, w szczególności tzw. Dolina Róż. Olejek bułgarski uważany jest za najlepszy (a przez to najdroższy).
Na początku XX wieku jedynym liczącym się konkurentem Bułgarii była Francja, gdzie produkowano olejek z róży damasceńskiej i stulistnej metodą destylacji z parą wodną. Mniej ważnymi producentami były wówczas Algieria, Turcja (Anatolia), Węgry, Hiszpania, Niemcy i Rosja. W latach 70. XX wieku liczącym się producentem dobrej jakości (choć mniej intensywnego i nie tak słodkiego w zapachu jak bułgarski) olejku było Maroko, gdzie w dolinie Wadi Dadis produkowano ok. 350 kg olejku rocznie. Większe różnice pogody z roku na rok powodowały znaczne zróżnicowanie ilości róż potrzebnych do wytworzenia olejku (3–5 ton/1 kg). W 1968 zbiory kwiatów róży wynosiły (w tonach): w Bułgarii – 5000, w ZSRR – 5000, w Maroku – 2500, w Turcji – 2000 i we Francji – 300. Mniejszymi producentami były Niemcy, Indie, Tunezja i Iran. Roczna produkcja olejku w Bułgarii w końcu lat 90. XX wieku i w pierwszej dekadzie XXI wieku wahała się od 870 do 2000 kg rocznie (z wyjątkiem 2002, gdy wyniosła tylko 650 kg). W latach 2001–2008 eksportowano od 1020 do 1800 kg rocznie, przy równoczesnym wzroście cen z 3217 euro za kilogram w 2001 do 4600 euro/kg w 2008. Bułgaria i Turcja zaspokajają ok. 90% światowego zużycia olejku różanego (mniejszymi producentami w tym okresie były: Iran, Meksyk, Francja, Włochy, Liban, Indie, Rosja i Chiny); największymi importerami bułgarskiego olejku były Francja, USA, Japonia, Irlandia i Wielka Brytania.

## Skład i właściwości fizykochemiczne
Olejek jest cieczą jasnożółtą do zielonkawej, przezroczystą, ulegającą krystalizacji w temperaturze poniżej 15 °C. Zapach jak kwiatu róży, smak jest ostry, balsamiczny.
Najważniejsze związki zawarte w olejku różanym to cytronelol, parafiny, geraniol, nerol, fenyloetanol, linalol, farnezol, eugenol, karwon, tlenek różany, β-damascenon i β-jonon. Te ostatnie, pomimo ich bardzo niskiej (rzędu 0,1% i mniej) zawartości w olejku, są w dużej mierze odpowiedzialne za zapach produktu.
Skład i właściwości olejku mogą się dość znacznie różnić pomiędzy próbkami wytworzonymi z użyciem różnych odmian róży, odmiennymi metodami, przez różnych producentów itp. Zmienność ta utrudniała wykrywanie fałszowania olejku różanego przez rozcieńczanie go tańszymi substancjami jak np. olejek palmarozowy. Na początku XX wieku skala fałszerstw była bardzo duża, dodawano m.in. czystego geraniolu lub cytronelolu. Geraniol lub olejek geraniowy były czasem dodawane na etapie destylacji; ponieważ powodowało to obniżenie temperatury topnienia otrzymanego olejku (co wykorzystywano do wykrywania fałszerstw), dodawano spermacetu, parafiny lub olejku z drzewa Bulnesia sarmientoi, który miał tę zaletę, że krystalizował w bardzo podobny sposób jak prawdziwy olejek różany.
| Własność                   | Olejek bułgarski | Olejek francuski | Olejek niemiecki | Olejek rosyjski |
| -------------------------- | ---------------- | ---------------- | ---------------- | --------------- |
| odmiana róży               | damasceńska      | d’hai            | damasceńska      | damasceńska     |
| gęstość względna (30 °C)   | 0,849–0,858      | 0,8706           | 0,8438           | 0,8368          |
| aktywność optyczna         | −1°30′ do −4°    | −1°26′           | −0°44′           | −4°16′          |
| temperatura topnienia (°C) | 19–22            | 13               | 29               | 23              |
| zawartość alkoholi         | 68–78%           | 91%              | 60,33%           | 49,6%           |
| cytronelol                 | 28–34%           | ok. 0%           | 16,49%           | 34%             |
| liczba kwasowa             | 0,1–0,3          | 1,8              | 2,3              | 5,7             |
| zawartość estrów           | 0,7–1,2%         | 6,3%             | b.d              | 4,75%           |
| zawartość stereaptanów     | 15–20%           | b.d              | 28,5%            | 33,5%           |

Zawartość cytronelolu może być znacznie wyższa i nie musi oznaczać próby fałszowania olejku mniej kosztownymi dodatkami. W starannie kontrolowanych próbkach w 1932 zawartość tego alkoholu wahała się od 45 do 61%, podobne wartości uzyskano w roku następnym. We współcześnie produkowanym olejku bułgarskim, w zależności od odmiany róży, cytronelol stanowił 20–34%, nerol – 5–12%, geraniol – 15–22%, parafiny C
17 – 1,0–2,5%, parafiny C
19 – 8,0–15,0%, a parafiny C
21 – 3,0–5,5%. Standard olejku różanego wyznacza norma ISO 9842.

## Zastosowanie
Olejek różany, zarówno z róży stulistnej, jak i francuskiej, używany jest jako samodzielne perfumy oraz do wytwarzania perfum i kosmetyków. W farmacji stosuje się do nadawania zapachu płynom i kremom do użytku zewnętrznego